# Multitude (альбом)
Multitude — третій студійний альбом бельгійського музиканта Stromae. Він був випущений на лейблі Mosaert 4 березня 2022 року. Це його перший студійний альбом після перерви та з часів Racine carrée у 2013 році. Перший сингл «Santé» був випущений 15 жовтня 2021 року. Multitude також включає різноманітні музичні стилі з різних культур, як це видно в «Santé» та «L'enfer». Під час інтерв'ю TF1 він заявив, що на його альбом вплинули часті подорожі, які вони з матір'ю робили.

## Сингли
«Santé» було випущено як головний сингл 15 жовтня 2021 року разом із музичним відео, яке було знято українською компанією shelter.film у Києві.
«L'enfer» був випущений як другий сингл 9 січня 2022 року після того, як співак виконав його наживо під час інтерв'ю на TF1.
«Fils de joie» був випущений як третій сингл 23 червня 2022 року.
Дуетна версія «Mon amour» з Камілою Кабелло була випущена як четвертий сингл 27 липня 2022 року.

## Список пісень
Автор слів Stromae, автор музики Stromae, окрім зазначених. 
| Трек-лист Multitude | Трек-лист Multitude    | Трек-лист Multitude               | Трек-лист Multitude |
| #                   | Назва                  | Автор музики                      | Тривалість          |
| ------------------- | ---------------------- | --------------------------------- | ------------------- |
| 1.                  | «Invaincu»             |                                   | 2:05                |
| 2.                  | «Santé»                | Stromae Moon Willis Juanpaio Toch | 3:11                |
| 3.                  | «La solassitude»       |                                   | 3:02                |
| 4.                  | «Fils de joie»         |                                   | 3:15                |
| 5.                  | «L'enfer»              |                                   | 3:09                |
| 6.                  | «C'est que du bonheur» | Stromae Willis                    | 2:42                |
| 7.                  | «Pas vraiment»         | Stromae Selman Faris              | 2:42                |
| 8.                  | «Riez»                 |                                   | 3:21                |
| 9.                  | «Mon amour»            | Stromae Luc Van Haver             | 2:52                |
| 10.                 | «Déclaration»          |                                   | 3:04                |
| 11.                 | «Mauvaise journée»     |                                   | 3:07                |
| 12.                 | «Bonne journée»        | Stromae Van Haver Orelsan         | 3:12                |
| 35:42               |                        |                                   |                     |

## Чарти

### Щотижневі чарти
| Чарт (2022)                                  | Пікова позиція |
| -------------------------------------------- | -------------- |
| Австрія Austrian Albums (Ö3 Austria)         | 2              |
| Бельгія Belgian Albums (Ultratop Flanders)   | 1              |
| Бельгія Belgian Albums (Ultratop Wallonia)   | 1              |
| Канада Canadian Albums (Billboard)           | 4              |
| Данія Danish Albums (Hitlisten)              | 8              |
| Нідерланди Dutch Albums (MegaCharts)         | 1              |
| Франція French Albums (SNEP)                 | 1              |
| Німеччина German Albums (Offizielle Top 100) | 4              |
| Угорщина Hungarian Albums (MAHASZ)           | 27             |
| Icelandic Albums (Plötutíðindi)              | 33             |
| Ірландія Irish Albums (IRMA)                 | 89             |
| Italian Albums (FIMI)                        | 10             |
| Lithuanian Albums (AGATA)                    | 32             |
| Шотландія Scottish Albums (OCC)              | 49             |
| Іспанія Spanish Albums (PROMUSICAE)          | 6              |
| Швеція Swedish Albums (Sverigetopplistan)    | 59             |
| Швейцарія Swiss Albums (Schweizer Hitparade) | 1              |
| Swiss Albums (GfK Romandy)                   | 1              |
| Велика Британія UK Albums (OCC)              | 94             |
| США Top Heatseekers Albums (Billboard)       | 2              |
| США World Albums (Billboard)                 | 1              |

### Чарти на кінець року
| Чарт (2022)                        | Позиція |
| ---------------------------------- | ------- |
| Belgian Albums (Ultratop Flanders) | 5       |
| Belgian Albums (Ultratop Wallonia) | 1       |
| Dutch Albums (Album Top 100)       | 7       |
| French Albums (SNEP)               | 3       |
| Swiss Albums (Schweizer Hitparade) | 3       |

## Сертифікації
| Регіон                                                      | Сертифікація  | Продажі |
| ----------------------------------------------------------- | ------------- | ------- |
| Бельгія (BEA)                                               | 3× Платиновий | 60 000  |
| Франція (SNEP)                                              | 3× Платиновий | 300,000 |
| Worldwide                                                   | —             | 870,000 |
| продажі+прослуховування, що базуються лише на сертифікаціях |               |         |